# Болтаевка
Болтаевка — село в Сурском районе Ульяновской области, входит в состав Лавинского сельского поселения.

## География
Находится на правом берегу реки Сура на расстоянии примерно 8 километров по прямой на юго-юго-восток от районного центра — посёлка Сурское.

## История
В 1913 в селе было дворов 256, жителей 1530 и церковь со школой. В поздний советский период работал конезавод № 84. Село было известно до Великой Отечественной войны производством пеньковых веревок и канатов в артели им. Чапаева.

## Население
Население составляло 83 человека в 2002 году (русские 99 %), 49 по переписи 2010 года.